# Verschiedensporige Gallertträne
Die Verschiedensporige Gallertträne (Dacrymyces variisporus) ist eine Pilzart aus der Familie der Tränenpilzverwandten (Dacrymycetaceae). Wie auch die meisten anderen Gallerttränen bildet sie gelatinöse, gelbliche Fruchtkörper aus und wächst als Saprobiont auf totem, entrindetem Holz. Die Art ist in der Holarktis verbreitet und fruktifiziert auf der Nordhalbkugel bei feuchtmilder Witterung das ganze Jahr über auf Koniferen.

## Merkmale

### Makroskopische Merkmale
Die Verschiedensporige Gallertträne besitzt kissenförmige Fruchtkörper von gelatinöser Textur und 3–5 mm Einzeldurchmesser. Die Basidiocarpien wachsen gesellig und dicht und verschmelzen wie bei anderen Gallerttränen oft zu einer amorphen Masse von bis zu 15 mm länge. In der Mitte sind sie oft leicht eingesunken. Sie sind frisch gelborange bis orange. In trockenem Zustand sind sie von gelb- bis dunkelbrauner Farbe.

### Mikroskopische Merkmale
Die Hyphen und Probasidien der Art sind mit Schnallen versehen. Die dünnwandigen Sporen der Art sind zuerst breit elliptisch und 14–17 × 8–9 µm groß, später schmal ellipsoid oder wurstförmig und 18–30 × 6–9 µm groß. In reifem Zustand sind sie 3–9 Mal querseptiert, vereinzelt zeigen sie auch 1–2 Längssepten.

## Ökologie und Phänologie
Die Verschiedensporige Gallertträne ist ein Saprobiont, der auf totem, vorzugsweise entrindetem Nadelholz wächst. Substrat ist vor allem die Weiß-Tanne (Abies alba). Bei geeigneter feuchtmilder Witterung fruktifiziert die Art das ganze Jahr über.

## Verbreitung
Die Verschiedensporige Gallertträne ist in der gesamten Holarktis verbreitet. Die Art besiedelt submeridionale, gemäßigte und boreale Klimazonen. Sie gilt durchweg als selten.